# Linea di successione al trono di Thailandia

Lo stendardo del principe ereditario di Thailandia

La linea di successione al trono di Thailandia (กฎมณเฑียรบาลว่าด้วยการสืบราชสันตติวงศ์ พระพุทธศักราช 2467) si basa sulla legge di successione del 1924, promulgata durante il regno di Vajiravudh per risolvere le controversie dinastiche esistenti all'epoca.
Durante il regno di Chulalongkorn, predecessore e padre di Vajiravudh, fu abolita la carica di Palazzo Davanti che veniva attribuita all'erede al trono e sostituita con la carica di principe della corona, che è tuttora il titolo ufficiale dell'erede al trono di Thailandia, la cui nomina divenne con Chulalongkorn dal 1910 di esclusiva competenza del re. Il sovrano pose così fine all'antica regola di successione adottando il sistema in uso nelle monarchie occidentali.
La legge del 1924 di Vajiravudh riaffermò il diritto al trono del primogenito maschio del re secondo il principio di anzianità dei figli maschi, precludendo però l'ascesa al trono ai figli di semplici popolane o di donne straniere. Con questa legge fu inoltre precluso l'accesso al trono alle donne.
La costituzione thailandese fu modificata nel 1974 per consentire alle figlie del re di salire al trono, ma solo in assenza di un erede maschio. In tale caso la principessa verrebbe nominata dal Consiglio privato della Thailandia e l'investitura potrebbe avere luogo solo dopo l'approvazione dell'Assemblea nazionale
La Costituzione del 1997 prevalse sulla legge di successione del 1924; la Costituzione provvisoria del 2006 non fece alcuna menzione alla successione, lasciando alla "prassi costituzionale". Le successive costituzioni si sono conformate alla legge del 1924 e all'emendamento del 1974. Il re, se lo desidera, può nominare erede al trono uno qualsiasi dei propri figli.
L'erede presuntivo al trono thailandese è il principe Dipangkorn Rasmijoti, che non è però stato nominato principe della corona dal padre. È figlio dell'attuale re Vajiralongkorn (Rama X) e della sua terza moglie Srirasmi Suwadee.

## Linea di successione
- S.M. re Bhumibol Adulyadej di Thailandia (1927–2016), terzo figlio del Principe Mahidol Adulyadej
  -  S.M. il Re Vajiralongkorn di Thailandia, nato nel 1952, secondo figlio di re Bhumibol Adulyadej e attuale sovrano di Thailandia
    - 1.[3] S.A.R. Principe Dipangkorn Rasmijoti di Thailandia, nato nel 2005, settimo figlio del Re Vajiralongkorn
    - 2. S.A.R. Principessa Bajrakitiyabha di Thailandia, nata nel 1978, prima figlia del Re Vajiralongkorn
    - 3. S.A.R. Principessa Sirivannavari di Thailandia, nata nel 1987, sesta figlia del Re Vajiralongkorn

  - 4. S.A.R. Principessa Sirindhorn di Thailandia, nata nel 1955, terza figlia del Re Bhumibol Adulyadej
  - 5. S.A.R. Principessa Chulabhorn Walailak di Thailandia, nata nel 1957, quarta figlia del Re Bhumibol Adulyadej
    - 6. S.A.R. Principessa Siribhachudabhorn di Thailandia, nata nel 1982, prima figlia della Principessa Chulabhorn Walailak
    - 7. S.A.R. Principessa Aditayadornkitikhun di Thailandia, nata nel 1984, seconda figlia della Principessa Chulabhorn Walailak

Legenda:
- : simbolo di un sovrano passato.
- : simbolo del sovrano regnante.